# Elecciones provinciales de La Pampa de 1999
Las Elecciones generales de La Pampa de 1999 se realizaron el 24 de octubre para elegir gobernador, vicegobernador y 26 diputados provinciales.
El gobernador incumbente, Rubén Marín, del Partido Justicialista, ya había sido elegido en 1991 y reelecto en 1995, pero de todas formas pudo presentarse a una segunda reelección para un tercer y último mandato debido a una modificación de la Constitución Provincial de 1994, indicando que el primer mandato de Rubén Marín (1991-1995) no contaba como primer período debido a que había sido elegido bajo la Constitución de 1960, por lo que su segundo mandato (1995-1999) era en realidad su primer período bajo la nueva Carta Magna, Marin le ganó a la fórmula de la Alianza Juan Carlos Passo-Pablo Fernández.

## Reglas electorales
- Gobernador y vicegobernador electos por mayoría simple.
- 21 diputados, la totalidad de los miembros de la Cámara de Diputados Provincial. Electos por toda la provincia por sistema d'Hondt con un piso electoral de 3%.

## Elecciones generales

### Gobernador y vicegobernador
| Fórmula                 | Fórmula                   | Partido               | Partido                                             | Votos   | %     |
| Gobernador              | Vicegobernador            | Partido               | Partido                                             | Votos   | %     |
| ----------------------- | ------------------------- | --------------------- | --------------------------------------------------- | ------- | ----- |
| Rubén Marín             | Heriberto Mediza          |                       | Partido Justicialista                               | 97.256  | 56,29 |
| Juan Carlos Passo (UCR) | Pablo Fernández (FREPASO) |                       | Alianza para el Trabajo, la Justicia y la Educación | 69.399  | 40,16 |
| Darío Casado            | Enrique Fazzini           |                       | Acción por la República                             | 3.366   | 1,95  |
| Raúl D’Atri             | Hortensia Maggi           |                       | Frente Pueblo Unido - Socialismo Auténtico          | 1.326   | 0,77  |
| Juan Esponda            | Alba Fernández            |                       | Partido Humanista                                   | 852     | 0,49  |
|                         |                           |                       | Movimiento Federalista Pampeano                     | 587     | 0,34  |
| Votos positivos         | Votos positivos           | Votos positivos       | Votos positivos                                     | 172.786 | 95,31 |
| Votos en blanco         | Votos en blanco           | Votos en blanco       | Votos en blanco                                     | 8.318   | 4,59  |
| Votos nulos             | Votos nulos               | Votos nulos           | Votos nulos                                         | 186     | 0,10  |
| Participación           | Participación             | Participación         | Participación                                       | 181.290 | 87,47 |
| Electores registrados   | Electores registrados     | Electores registrados | Electores registrados                               | 207.255 | 100   |
| Fuente:                 |                           |                       |                                                     |         |       |

### Cámara de Diputados
| Partido               | Partido                                             | Votos   | %     | Bancas | Electos |
| --------------------- | --------------------------------------------------- | ------- | ----- | ------ | --- |
|                       | Partido Justicialista                               | 87.284  | 52,22 | 14/26  | Ver electos: - Santiago Raúl Giuliano - Luis Alberto Galcerán - Silvia Ester Gallego de Soto - Rodolfo José Iturrioz - César Horacio Ballari - Gladys Amelia Russell de Inchaurraga - Oscar Alberto Pepa - José Carlos Pérez - Stella Maris Gola de Martín - Rodolfo Calvo - Jorge Luis Cabak - Nilda Esther Ghiglione de Dogliolo - Roberto Ricardo Robledo - Darío Omar Hernández |
|                       | Alianza para el Trabajo, la Justicia y la Educación | 72.501  | 43,38 | 12/26  | Ver electos: - Oscar Alberto Santamarina - Roberto Ignacio Reinoso - Elsa Pérez de Altolaguirre - Mario Luis Cayre - Ricardo Oscar Consiglio - María Rita Bustillo - Leopoldo Carlos Bonaveri - Rubén Aníbal Villegas - Stella Maris Chambón - Ángela Magdalena Ferretti - Raúl Oscar Beato - Francisco Torroba                                                                     |
|                       | Acción por la República                             | 4.335   | 2,59  |        | |
|                       | Frente Pueblo Unido - Socialismo Auténtico          | 1.398   | 0,84  |        | |
|                       | Partido Humanista                                   | 895     | 0,54  |        | |
|                       | Movimiento Federalista Pampeano                     | 721     | 0,43  |        | |
| Votos positivos       | Votos positivos                                     | 167.134 | 92,12 |        | |
| Votos en blanco       | Votos en blanco                                     | 13.112  | 7.23  |        | |
| Votos nulos           | Votos nulos                                         | 1.044   | 0,58  |        | |
| Participación         | Participación                                       | 181.290 | 87,47 |        | |
| Electores registrados | Electores registrados                               | 207.255 | 100   |        | |
| Fuente:               |                                                     |         |       |        | |